# 穆克沙河
穆克沙河（烏克蘭語：Мукша），是烏克蘭西部的河流，屬於德涅斯特河的左支流。該河發源自澤連切西北面，流經赫梅利尼茨基州的卡緬涅茨-波多利斯基區，河道全長56公里。